# Vrabia, Harghita
Vrabia (maghiară Csíkverebes) este un sat în comuna Tușnad din județul Harghita, Transilvania, România.

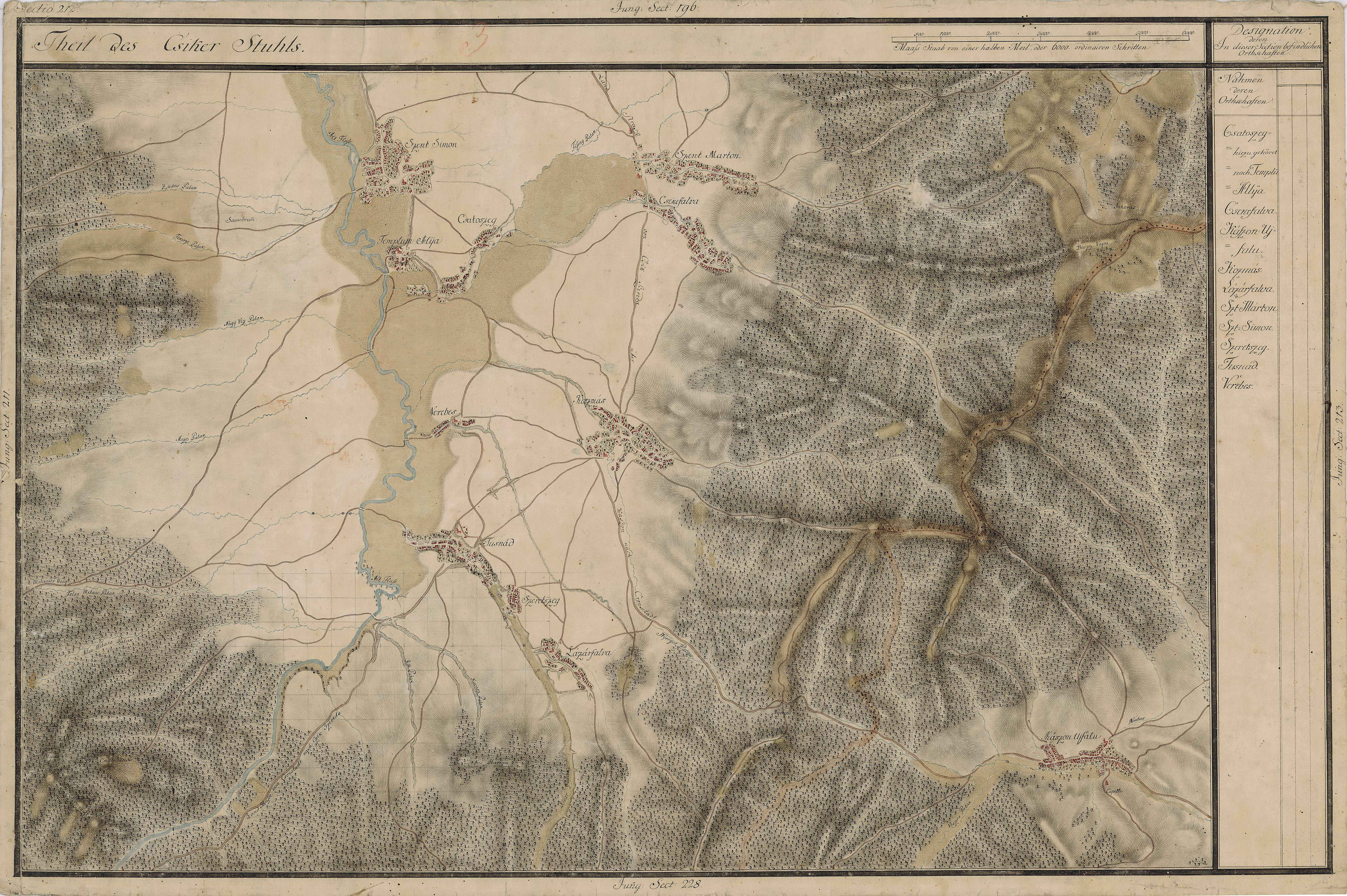
Vrabia în Harta Iosefină a Transilvaniei, 1769-1773

 Acest articol despre o localitate din județul Harghita este deocamdată un ciot. Puteți ajuta Wikipedia prin completarea lui.